# Нота Колбі
Нота Колбі (назва від імені автора — державного секретаря США Бейнбріджа Колбі) 10 серпня 1920 відображала офіційну позицію США щодо польсько-радянської війни 1920, майбутнього Росії й опосередковано Української Народної Республіки. З початком польсько-українського наступу на Київ (25 квітня 1920) американська адміністрація Т. В. Вільсона займала роль стороннього спостерігача. Голова місії УНР в США Ю.Бачинський 12 травня 1920 звернувся до США з проханням визнати Україну як незалежну державу. Спроби уряду УНР отримати підтримку від США були безуспішними. США, незважаючи на наполягання західноєвропейських держав і Польщі, зволікали з офіційним викладенням своєї позиції щодо польсько-радянської війни 1920. Американські керівники не хотіли, аби польсько-радянська війна 1920 була винесена на розгляд міжнародної мирної конференції, що означало б, з одного боку, визнання більшовизму, а з другого — могло призвести до розчленування Росії. Офіційна позиція США була викладена 2 серпня 1920 державним секретарем США Б.Колбі в конфіденційній телеграмі-відповіді на запит посла Італії в США. Телеграму розіслали в посольства США у Великій Британії, Франції, Італії та Польщі. Державний департамент США ухвалив рішення 10 серпня 1920 про оприлюднення дещо розширеної й відредагованої відповіді Б.Колбі під назвою «Американська нота щодо ситуації в Польщі».
Нота була надрукована 11 серпня 1920 в американських газетах. Головна її теза — невизнання радянської влади і неприйняття розчленування Росії. Нота проголошувала, звинувачуючи РСФРР в експорті революції, що уряд США «не може визнати цих правителів Росії як уряд». У ноті декларувалася «територіальна недоторканність і дійсні кордони Росії». Кордони мали обіймати всю територію колишньої Російської імперії, за винятком Фінляндії, етнічної Польщі і тієї території, що, за домовленістю, може скласти частину Вірменської держави. США визнавали законним прагнення до незалежності лише цих народів. Розчленування Росії не входило в плани американської адміністрації. Уряд УНР висловив через українську дипломатичну місію в Данії свій рішучий протест проти ноти Колбі. Нота від 10 серпня 1920 остаточно перекреслила сподівання С.Петлюри й уряду УНР на можливе визнання і допомогу з боку США.
Ризький мирний договір між РСФРР і УСРР та Польщею (18 березня 1921) перекреслив сподівання США щодо майбутнього облаштування Європи.